# Nowy Folwark (Krotoszyn)
Pour les articles homonymes, voir Nowy Folwark.
Nowy Folwark (prononciation : [ˈnɔvɨ ˈfɔlvark]) est un village polonais de la gmina de Krotoszyn dans le powiat de Krotoszyn de la voïvodie de Grande-Pologne dans le centre-ouest de la Pologne.
Il se situe à environ 3 kilomètres au nord-est de Krotoszyn (siège de la gmina et du powiat) et à 86 kilomètres au sud-est de Poznań (capitale régionale).
Le village possédait une population de 132 habitants en 2014.

## Histoire
De 1975 à 1998, le village faisait partie du territoire de la voïvodie de Kalisz.

Depuis 1999, Nowy Folwark est situé dans la voïvodie de Grande-Pologne.